# Prohydata latifasciata
Prohydata latifasciata là một loài bướm đêm trong họ Geometridae.